# Lecanto
Lecanto é uma Região censo-designada localizada no estado americano de Flórida, no Condado de Citrus.

## Demografia
Segundo o censo americano de 2000, a sua população era de 5161 habitantes.

## Geografia
De acordo com o United States Census Bureau tem uma área de
70,0 km², dos quais 70,0 km² cobertos por terra e 0,0 km² cobertos por água. Lecanto localiza-se a aproximadamente 18 m acima do nível do mar.

## Localidades na vizinhança
O diagrama seguinte representa as localidades num raio de 16 km ao redor de Lecanto.